# Sonia Zepeda
Sonia Guadalupe Zepeda Cortéz (* 26. Januar 1981 in San Salvador) ist eine Schachspielerin aus El Salvador.

## Leben
Das Schachspielen lernte sie von ihrem Vater Rafael Zepeda (beste Elo-Zahl 2069). Ihre jüngere Schwester Lorena, Freundin von Loek van Wely, ist ebenfalls Schachspielerin. Trainiert wurde Sonia Zepeda vom Internationalen Meister Héctor Leyva.

## Erfolge
2007 gewann sie in San Salvador die mittelamerikanische Frauenmeisterschaft. Die Fraueneinzelmeisterschaft El Salvadors konnte sie 1997, 1998, 1999, 2000 und 2009 gewinnen. Bei der panamerikanischen Frauenmeisterschaft 2006 in San Salvador belegte sie hinter Sulennis Piña Vega und Nadya Ortiz den dritten Platz. Ihre Bronzemedaille konnte sie ein Jahr später bei der Panamerikameisterschaft am gleichen Ort verteidigen, diesmal hinter Yaribeth Gonzalez und ihrer Schwester Lorena.
Für die Frauennationalmannschaft von El Salvador spielte sie bei vier Schacholympiaden mit einem positiven Gesamtergebnis von 23 Punkten aus 43 Partien (+19 =8 −16). Ihre erste Schacholympiade war die Olympiade 1998 in Elista, bei der sie am dritten Brett spielte und unter anderem gegen Jana Krivec gewann. Bei der darauffolgenden Olympiade 2000 in Istanbul spielte sie am Spitzenbrett. Ihr gelang dort ein Remis gegen Anna Hahn. 2002 und 2004 (ebenso wie 2010) nahm El Salvador nicht teil. 2006 in Turin spielte sie am ersten Reservebrett und 2008 in Dresden am zweiten Brett hinter ihrer Schwester Lorena. Bei der Schacholympiade 2008 gewann sie unter anderem gegen Laura Moylan und Franziska Beltz.
Sie trägt den Titel Internationaler Meister der Frauen (WIM). Diesen erhielt sie durch das Erreichen von mehr als 66 Prozent bei einem Subzonenturnier im Jahr 2006. Zepedas Elo-Zahl beträgt 2066 (Stand: Juli 2021), sie wird jedoch als inaktiv geführt, da sie nach der im Dezember 2011 in San Salvador ausgetragenen mittelamerikanischen Frauenmeisterschaft keine Elo-gewertete Partie mehr gespielt hat. Ihre höchste Elo-Zahl war 2136 von Juli bis Dezember 2009.